# Mabel L. Ramsay
Mabel L. Ramsay (Londra, 1878 – 9 maggio 1954) è stata un medico, attivista e suffragetta britannica.
È stata la terza donna a diventare membro del Royal College of Surgeons of Edinburgh e la prima donna ad essere presidente della Plymouth Medical Society. È stata decorata per il suo lavoro con il Women's Imperial Service, come dottore in Belgio e Francia durante la prima guerra mondiale.

## Primi anni di vita e formazione
Mabel Ramsay nacque a Wandsworth, Londra, il 14 novembre 1878 dall'agente navale scozzese Andrew John Ramsay e Annie Catherine (nata Theile), attivo nel movimento del suffragio in tarda età. Mabel Ramsay studiò all'Edinburgh College of Medicine for Women, che era stato fondato congiuntamente dal suffragista Elsie Inglis. Mabel si laureò MB ChB (Laurea in Medicina, Laurea in Chirurgia) con distinzione all'Università di Edimburgo nel 1906, insieme a Agnes Marshall Cowan e Jessie Gellatly. Conseguì il diploma DPH presso la Cambridge University nel 1908 e le fu assegnato il grado di MD presso l'Università di Edimburgo nel 1910.

## Carriera
Nel 1906 fu chirurgo domiciliare presso il Glasgow Maternity Hospital, poi chirurgo domiciliare senior presso il Women and Children's Hospital di Leeds. Successivamente lavorò per il servizio sanitario pubblico a Huddersfield come assistente Uufficiale Medico della salute.
L'8 maggio 1921 la Ramsay fu eletta membro del Royal College of Surgeons di Edimburgo, la terza donna a raggiungere questa distinzione. A Plymouth fu consulente ginecologa e ostetrica presso il City Hospital, l'Infermeria, la Three Towns Maternity Home, la Salvation Army Maternity Home e le contee del Devon e della Cornovaglia, fino al suo pensionamento nel 1945.
Durante la prima guerra mondiale prestò servizio con il radiologo Florence Stoney come medico presso l'unità dell'ospedale di Service Imperial Women di Anversa e vicino a Cherbourg. Per il suo servizio di guerra in Belgio le fu assegnato la Star Mons con Bar. Al suo ritorno a Plymouth tenne lezioni di raccolta fondi sullo sforzo bellico e il ruolo delle donne negli ospedali di guerra.
Nel 1929 divenne membro fondatore del Royal College of Ostetricians and Gynecologists. Era anche attiva in diversi comitati e progetti della British Medical Association. Fu la prima donna a prestare servizio come presidente della Plymouth Medical Society quando entrò in carica nel 1930. Era membro fondatore della Medical Women's Federation e fu presidente di quell'organizzazione dal 1933 al 1934. Ha frequentato la Medical Women's International Association a Ginevra nel 1922, come parte della delegazione britannica.
La Ramsay era attiva con la sezione di Plymouth della National Union of Women's Suffrage Societies. Nel 1911 lei e sua madre ospitarono nella loro casa di Plymouth "un grande gruppo di attaccanti del censimento", i suffragisti che si rifiutavano di partecipare al censimento nazionale. La Ramsay si unì a sua madre per una tappa della marcia delle donne da Londra a Land's End nel 1913, ma la sua responsabilità nei confronti dei pazienti le impedì di completare la marcia nella sua interezza. Nel 1930 era una delle fondatrici del Plymouth Soroptomist Club.

## Morte ed eredità

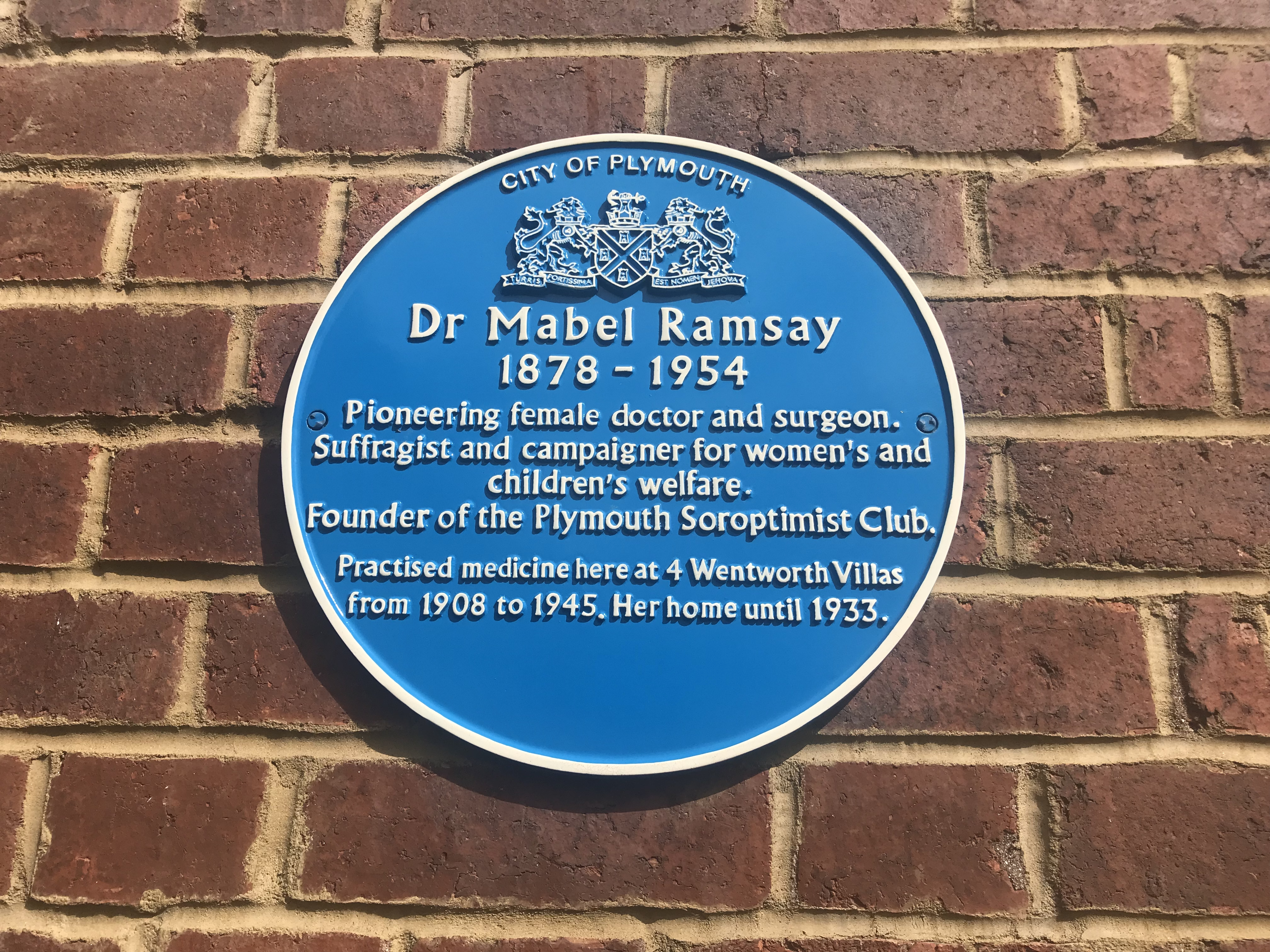
La Dott.ssa Mabel Ramsay 1878-1954 medico e pioniera chirurgo. Suffragista e attivista per il benessere delle donne e dei bambini. Fondatrice del Plymouth Soroptimist Club. Ha praticato la medicina qui al 4 Wentworth Villas dal 1908 al 1945. La sua casa fino al 1933.

Ramsay died suddenly during a meeting of the Medical Women's Federation at Sheffield; she was 75 years old. "She herself would be delighted to know she ended her days still in harness," her colleague Annie Bryce commented on the circumstances of Ramsay's death.
In 2014, Ramsay became the first woman honoured with a blue plaque in Plymouth.